# Симфонический оркестр Национальной филармонии Украины
Академический симфонический оркестр Национальной филармонии Украины   - концертный коллектив при  Национальной филармонии Украины.

## История
Был создан в сентябре 1995 года как базовый коллектив Колонного зала имени Н.В. Лысенко  Национальной филармонии Украины— главного концертного зала Киева. Первым дирижером оркестра стал Леонид Тихонов. В 1996 году оркестр возглавил Николай Дядюра.
С оркестром работали такие дирижеры как Роман Кофман, Лев Маркиз (Нидерланды), Пендерецкий (Польша), выступали такие солисты как Поль Бадура-Шкода, Дмитрий Башкиров , Элисо Вирсаладзе, Кремер, Юрий Башмет, Наталия Гутман и другие.

## Главные дирижёры оркестра
- 1995—1996 — Леонид Тихонов
- 1996—2012 — Николай Дядюра
- с 2012— Роман Кофман

## Известные музыканты оркестра
Дядюра Николай Владимирович  (род. 5 августа 1961, Киев) - украинский дирижер, Народный артист Украины(2008).

## Ссылка
- Страница на сайте Национальной филармонии